# バタタハッラ
バタタハッラ(Batata harra)は、レバノンや中東の一部地域で食べられている野菜料理である。ジャガイモ、トウガラシ、コリアンダー、ニンニクをオリーブ油で一緒に揚げたものである。そのまま、またはピタと一緒に食べる。

## 語源
Baṯāṯā ḥārrahを直訳すると、「スパイシーなジャガイモ」という意味になる。